# José Castillo de Fez
José Castillo de Fez fue un historietista español (Tetuán, 1922- Godella, 6 de mayo de 2004).

## Biografía
Fue brigada de las fuerzas aéreas.
Como historietista, trabajó sobre todo para la Editorial Valenciana.

## Obra
| Años | Título                                              | Tipo                 | Publicación                                                                |
| ---- | --------------------------------------------------- | -------------------- | -------------------------------------------------------------------------- |
| 1954 | Las gemelas                                         | Serie                | Mariló                                                                     |
| 1956 | Cacerías extraordinarias de Cartucho y Carboncillo  | Serie                | Jaimito                                                                    |
| 1957 | El Paracaidista Pérez                               | Serie                | Jaimito                                                                    |
| 1957 | Tipos de Aviones                                    | Serie                | Jaimito                                                                    |
| 1959 | Don Despiste Rompetechos, profesor de Vuelos Hechos | Serie                | Jaimito                                                                    |
| 1962 | Johnny Culata, matón de City Lata                   | Serie                | Jaimito                                                                    |
| 1963 | El Sheriff Bigotes                                  | Serie                |                                                                            |
| 196- | Paco Pecas                                          | Serie                | Jaimito                                                                    |
| 196- | Biela                                               | Serie                | Pumby                                                                      |
| 196- | Los Tres Mosquiteros y Medio                        | Serie                | Pumby                                                                      |
| 1969 | Natillas ll, Submarino Amarillo                     | Serie                | Jaimito                                                                    |
| 1969 | Chistes de Castillo                                 | Serie                | Jaimito                                                                    |
| 1969 | Chistegrafía                                        | Serie                | Jaimito                                                                    |
| 1970 | Humor gráfico español del siglo XX                  | Monografía colectiva | Salvat/Alianza Editorial: Biblioteca Básica Salvar de Libros RTVE, núm. 46 |